# 군통선
쿤통선(觀塘綫, Kwun Tong Line)은 홍콩 지하철의 노선 중 하나로, 1979년 10월 1일 개통하였다. 홍콩에서 첫번째로 지어진 지하철 노선이다. 사이가우룽의 왐포아에서 정관오의 티우켕렝까지 잇는다. 노선도에 표시되는 노선색은 녹색이다.
총 17개의 역이 있으며 노선을 완주하는데 걸리는 시간은 35분이다. 34량의 열차가 운행되고 있고 평균 배차간격은 2.1분이다.

## 역사
쿤통선은 1975년 11월에 건설이 승인되었고 1979년 10월 1일에 영업을 시작하였다. 섹깁메이 역과 쿤통역 사이에 노선이 세워졌고, 각 열차는 4대의 차량으로 구성되었다. 이 노선은 남쪽으로 두 번 확장 되었다 : 첫 번째로 1979년 12월 31일에 침사추이역까지, 두 번째로 1980년 2월 12일 센트럴역 (당시 Chater로 불림)까지로, 홍콩의 첫 수중 철도 터널을 통하여 빅토리아 항을 건넌다.
췬완선은 1982년 5월에 영업을 시작했을 때 아가일 역(亞皆, 현재 몽콕 역) 남쪽의 쿤통선을 인수했다. 워털루 역(현재의 아우마테이역)은 군통 선의 종착역이 되었고, 아가일 역과 프린스에드워드약은 새로운 노선과의 평면 환승역이 되었다.
홍콩 정부가 1984년에 동구해저터널(Eastern Harbour Crossing)으로 알려진 두 번째 항구를 건설하기로 결정했을 때, 항구 아래에서 철도 및 도로의 혼합 터널을 건설하기 위한 사업권을 부여했다. 결과적으로, 1989년 8월 6일에 새로운 터널을 통과한 쿤통선이 다시 항구 위로 확장되었다. 이 시점에서 종착역은 홍콩섬선이있는 환승역인 쿼리베이 역이었다. 중간 역인 람틴 역은 같은해 10월 1일에 문을 열었다.
1994년 까우룽베이역에서 MTR 역사(구 KCR선 제외)의 첫 번째 탈선이 발생했다. 약 60 km/h로 발차하는 열차의 7번째 운행은 1994년 1월 28일 MTR 본부 건물에 인접한 선로 구간에서 선로를 넘었다. 인명 피해는 없었으나, 열차 운행은 중단되었다. 이 사고는 열차의 지지 장치에 있는 볼트에 의해 비틀어지면서, 그 자체가 느슨해져 중량 하중이 객차의 뒷바퀴에 집중하게 됨으로써 생겼다.
쿼리베이에서의 혼잡을 줄이기 위한 계획의 일부로, 쿤통선은 2001년 9월 27일에 노스포인트역까지 잠시 연장되었다. 이 역은 2002년에 정관오선이 cross-harbour 구간을 인수하는 동안 종착역이되지 않았다. 쿤통선은 다음 두 단계로 전환되었는데, 2002년 8월 4일에 야우통 행으로, 2주후 (2002년 8월 18일) 현재의 동부 종착역인 티우켕렝 행으로 바뀌었다.
정기적인 운행은 아니지만, 쿤통선과 동구해저터널을 연결하는 터널은 계속 유지되며 정관오 선에서 운행 중단되었을 때 활용되었다. 2013년 12월 16일에 정관오 선 열차의 고장으로, 몇 시간 동안 전체 열차에 대한 열차 운행이 중단되었다. cross-harbour 열차 운행이 중단되는 것을 막기 위해 모든 쿤통선은 일시적으로 람틴에서 쿼리베이까지의 기존 선로를 사용하여 노스포인트역에서 종착하였으며, 이는 정관오선의 운행재개까지 계속되었다. 이것은 2002년부터 람틴과 쿼리베이 간 선로의 정기적인 서비스를 위해 활용된 첫 번째 사례이다.
|  |

### 쿤통 선 연장
2011년에 MTRC는 쿤통선에서 아우마테이역에서 호만틴 역을 경유하여 왐포아역까지에 이르는 2.6 km 연장 노선을 건설했다. 새로운 호만틴 역에서 쿤통선과 동북간선을 향후 사틴 센트럴 선으로 연결하수 있게 하였다. 확장 노선은 2016년 10월 23일에 서비스를 시작했다. 그 후, 모든 열차는 비혼잡 시간대에 왐포아역에서 종착한다. 혼잡 시간에는 쿤통선 열차의 절반이 호만틴 역에서 종착한다.

## 노선 정보
쿤통선은 대부분 지하이며 서쪽에서 동쪽까지 이어진다. 웡보 역에서 시작하여 야우마데이 역의 취안완 선에 합류하고 췬안 행과 나란히 네이선 로드 밑으로 프린스 에드워드 역까지 운행한다. 이 선은 동쪽으로 이동하고 취안완 선에서 나뉜다. 그 후 초이훙 역을 지나 지상으로 나오며, 가우룽 베이 역과 람틴 역 사이의 쿤통 로(Kwun Tong Road)위에 있는 고가철로로 달린다.
람틴 역을 지난 후 언덕의 지하 구간을 거쳐 야우통 역(이 지점에서 지붕에 덮여있지만)부터 지상 구간으로 나오고, 정관오선과 노선을 공유한다. 쿤통선은 정관유 묘지에 있는 다른 터널을 통과하여 정관오에 위치한 타우켕렝역에서 종착한다.

## 노선도

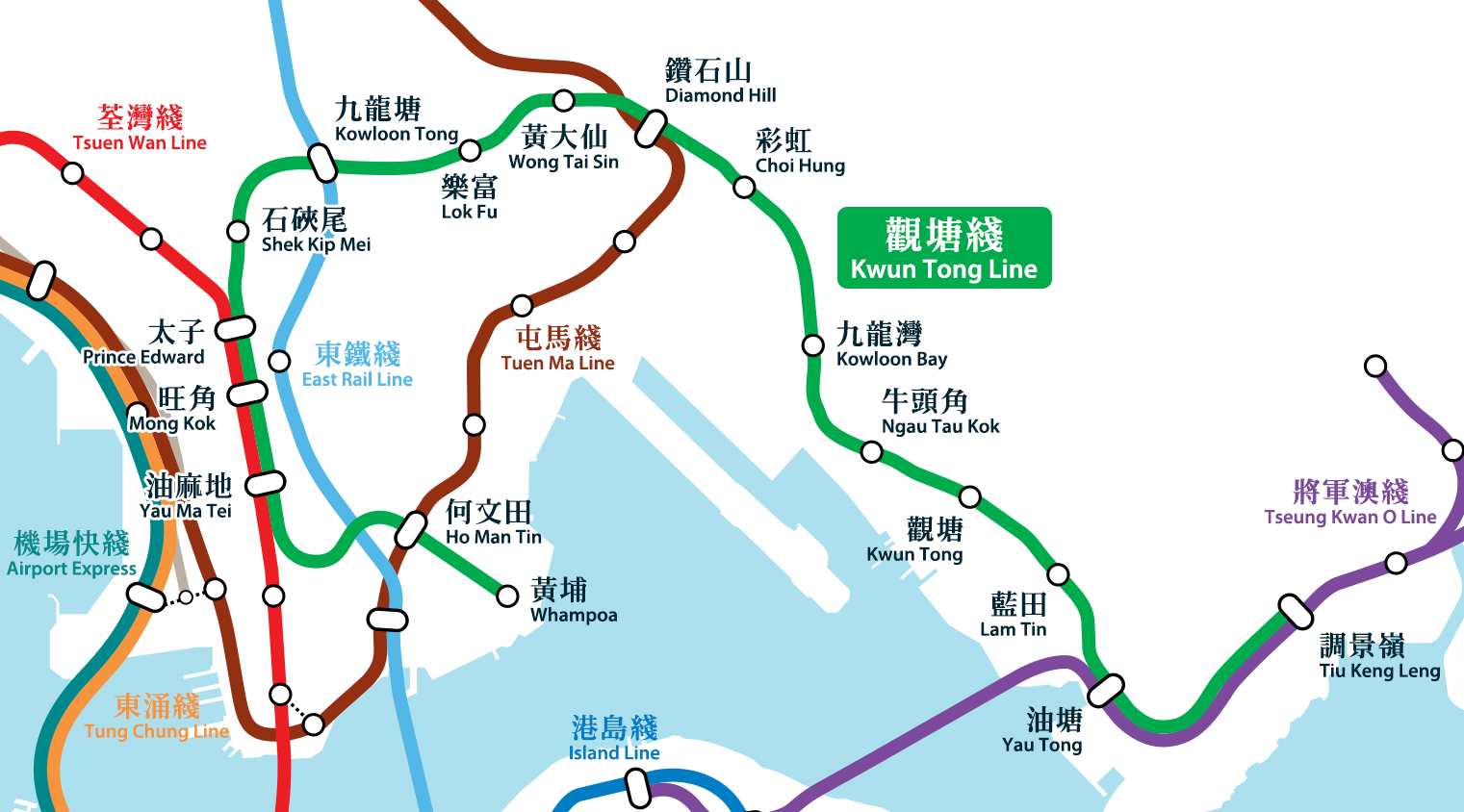
MTR 쿤통선의 실제 지형 대응 노선도

## 역 목록
| 역명           | 중국어 역명 | 영어 역명     | 소재지     | 환승      |
| -------------- | ----------- | ------------- | ---------- | --------- |
| 쿤통선         |             |               |            |           |
| 왐포아         | 黃埔        | Whampoa       | 가우룽싱구 |           |
| 호만틴         | 何文田      | Ho Man Tin    | 가우룽싱구 | ■튄마선   |
| 야우마테이     | 油麻地      | Yau Ma Tei    | 야우짐웡구 | ■췬완선   |
| 몽콕           | 旺角        | Mong Kok      | 야우짐웡구 | ■췬완선   |
| 프린스에드워드 | 太子        | Prince Edward | 야우짐웡구 | ■췬완선   |
| 섹깁메이       | 石硤尾      | Shek Kip Mei  | 삼서이보구 |           |
| 까우룽         | 九龍塘      | Kowloon Tong  | 가우룽싱구 | ■동철선   |
| 록푸           | 樂富        | Lok Fu        | 웡다이신구 |           |
| 웡타이신       | 黃大仙      | Wong Tai Sin  | 웡다이신구 |           |
| 다이아몬드힐   | 鑽石山      | Diamond Hill  | 웡다이신구 | ■튄마선   |
| 초이훙         | 彩虹        | Choi Hung     | 웡다이신구 |           |
| 까우룽베이     | 九龍灣      | Kowloon Bay   | 군통구     |           |
| 응아우타우콕   | 牛頭角      | Ngau Tau Kok  | 군통구     |           |
| 쿤통           | 觀塘        | Kwun Tong     | 군통구     |           |
| 람틴           | 藍田        | Lam Tin       | 군통구     |           |
| 야우통         | 油塘        | Yau Tong      | 군통구     | ■정관오선 |
| 티우켕렝       | 調景嶺      | Tiu Keng Leng | 사이궁구   | ■정관오선 |

## 논점

### 혼잡도

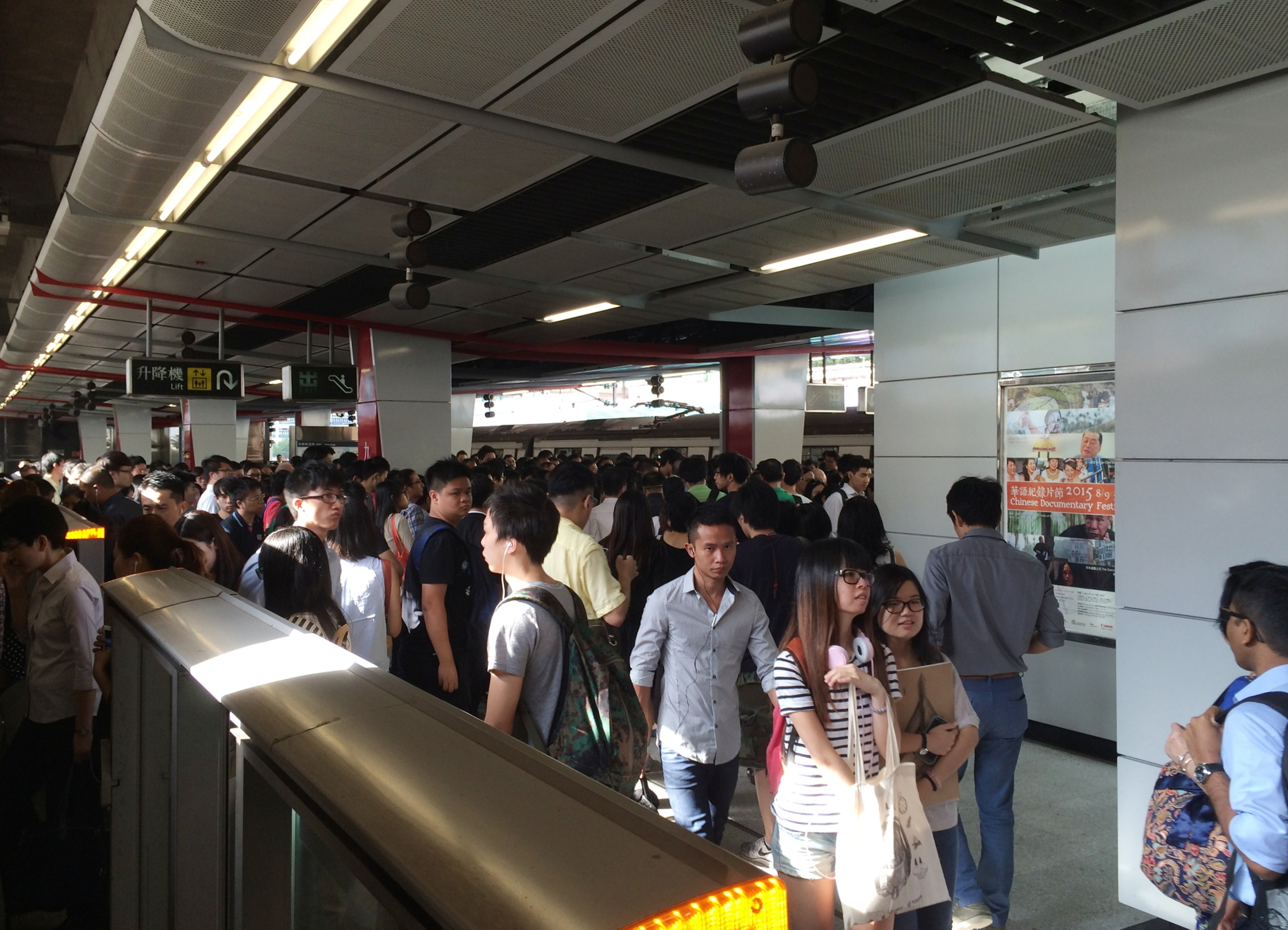
가우룽완역은 혼잡 시간대에 매우 높은 혼잡도를 보여준다.

쿤통선의 대부분 역은 1970년대 후반과 1980년대 초에 지어졌다. 승강장과 중앙 대합실 사이에는 상대적으로 좁은 편인 소수의 에스컬레이터가 있다. 기동 가우룽 동(起動九龍東,Energising Kowloon East) 프로젝트로 상업 개발이 증가한 후 까우룽베이역, 응아우타우콕역, 쿤통역은 2000년 이후 과밀화 문제를 겪고 있다. 입법 회의 문서에 따르면, 쿤통선 열차의 적재량은 평방 미터("ppsm")당 4명(기립)의 기준으로 94%에 달했다. 그러나 평방 미터당 6명 기준에서는 56%이다. 온라인 저널리즘 홍콩01은 시구중건국(市區重建局, Urban Renewal Authority)이 쿤통 역을 확장하기 위해 MTR에 제안했다고 발표했다. 당국은 역 근처의 쿤통 타운 센터 프로젝트에 자발적으로 토지를 제공하고, MTR은 확장 비용을 책임질 예정이다. 또한 MTR이 기존 역을 확장하기로 동의 할 경우 향후 환보연접계통(環保連接系統, Environmentally Friendly Linkage System)의 구간이 단축 될 것이다.

## 같이 보기
- 홍콩 지하철
- 동철선
- 정관오 선
- 췬완선